# Libellulidae
Famille
La famille des Libellulidae est la plus nombreuse faisant partie des Anisoptères, dans l'ordre des Odonates. Anciennement, les familles des Corduliidae et des Macromiidae étaient considérées comme des sous-familles (Corduliinae et Macromiinae) des Libellulidae. Même après l'exclusion de ces deux groupes, on compte plus de 1 000 espèces de libellules appartenant à cette grande famille.

## Caractéristiques
Chez les Libellulidae, les triangles des ailes antérieures sont plus éloignés de l'arculus que ceux des ailes postérieures et orientés différemment. De plus, le triangle de l'aile postérieure est en continuité avec l'arculus et le champ anal a le profil d'une botte.

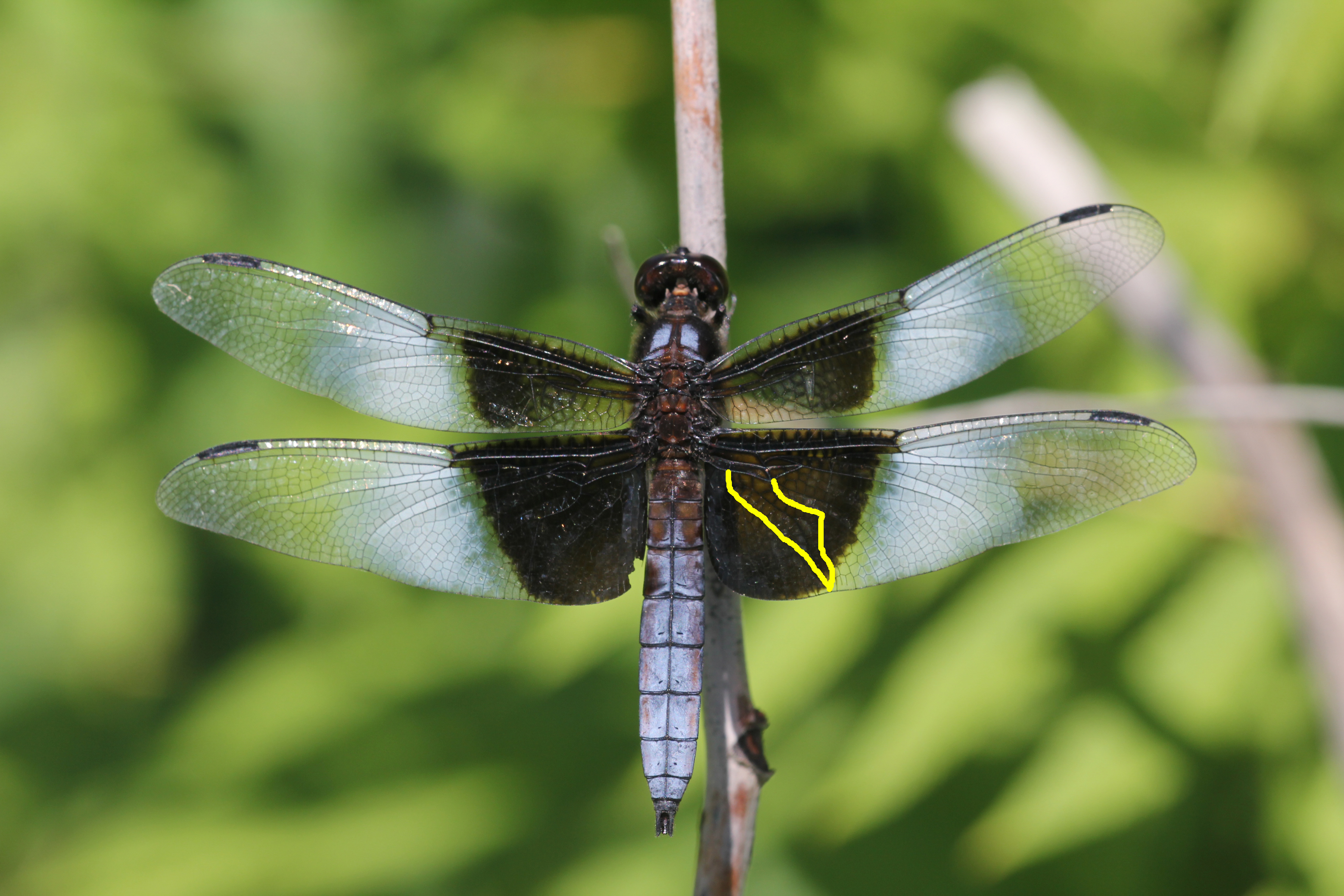
Libellula luctuosa

## Liste des genres
Cette famille comprend 145 genres :

## Genres rencontrés en Europe
Selon Fauna Europaea (9 janvier 2022) :
- Brachythemis
- Crocothemis
- Diplacodes
- Leucorrhinia
- Libellula
- Orthetrum
- Pantala
- Selysiothemis
- Sympetrum
- Trithemis
- Zygonyx

## Galerie

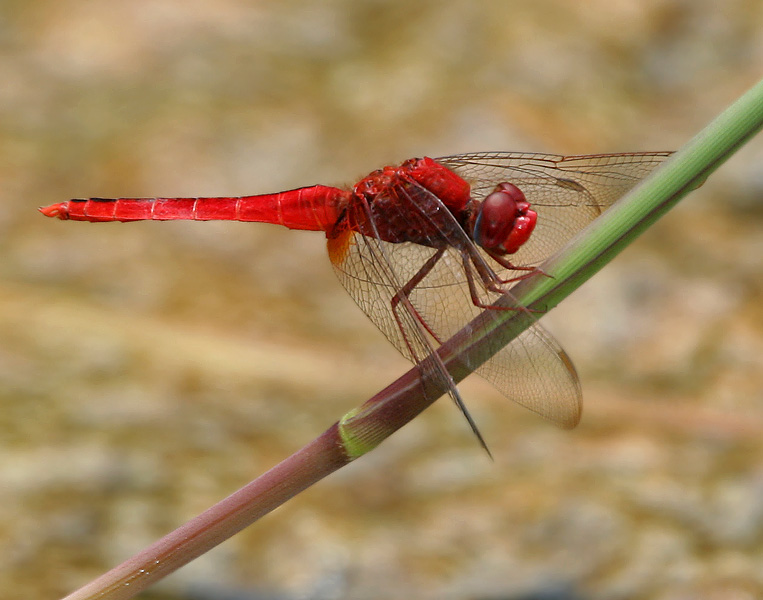
Crocothemis servilia
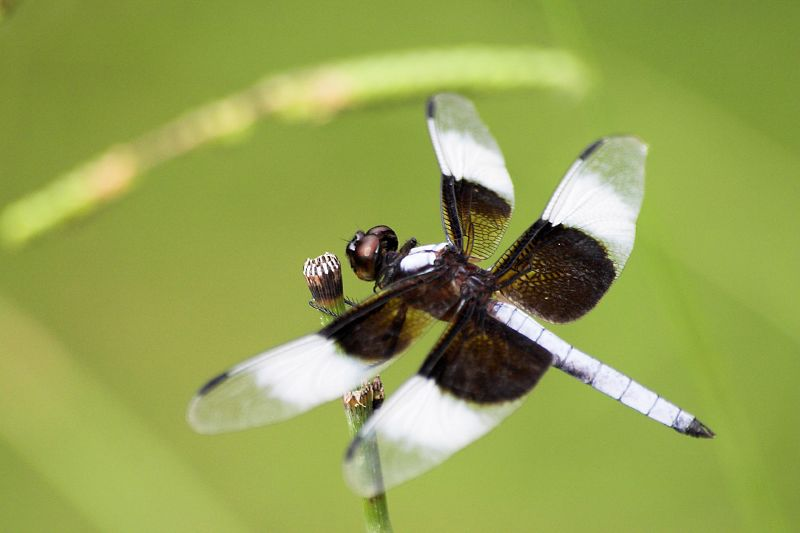
Libellula luctuosa
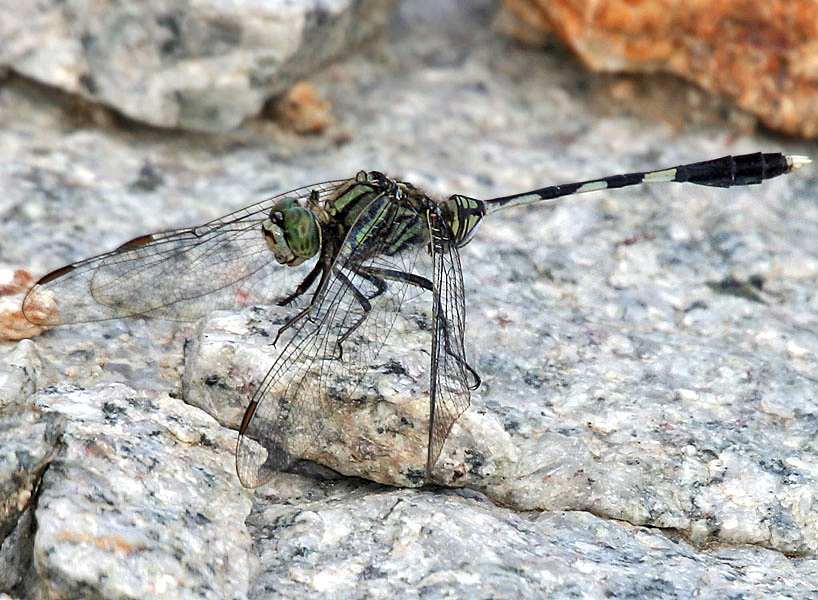
Orthetrum sabina
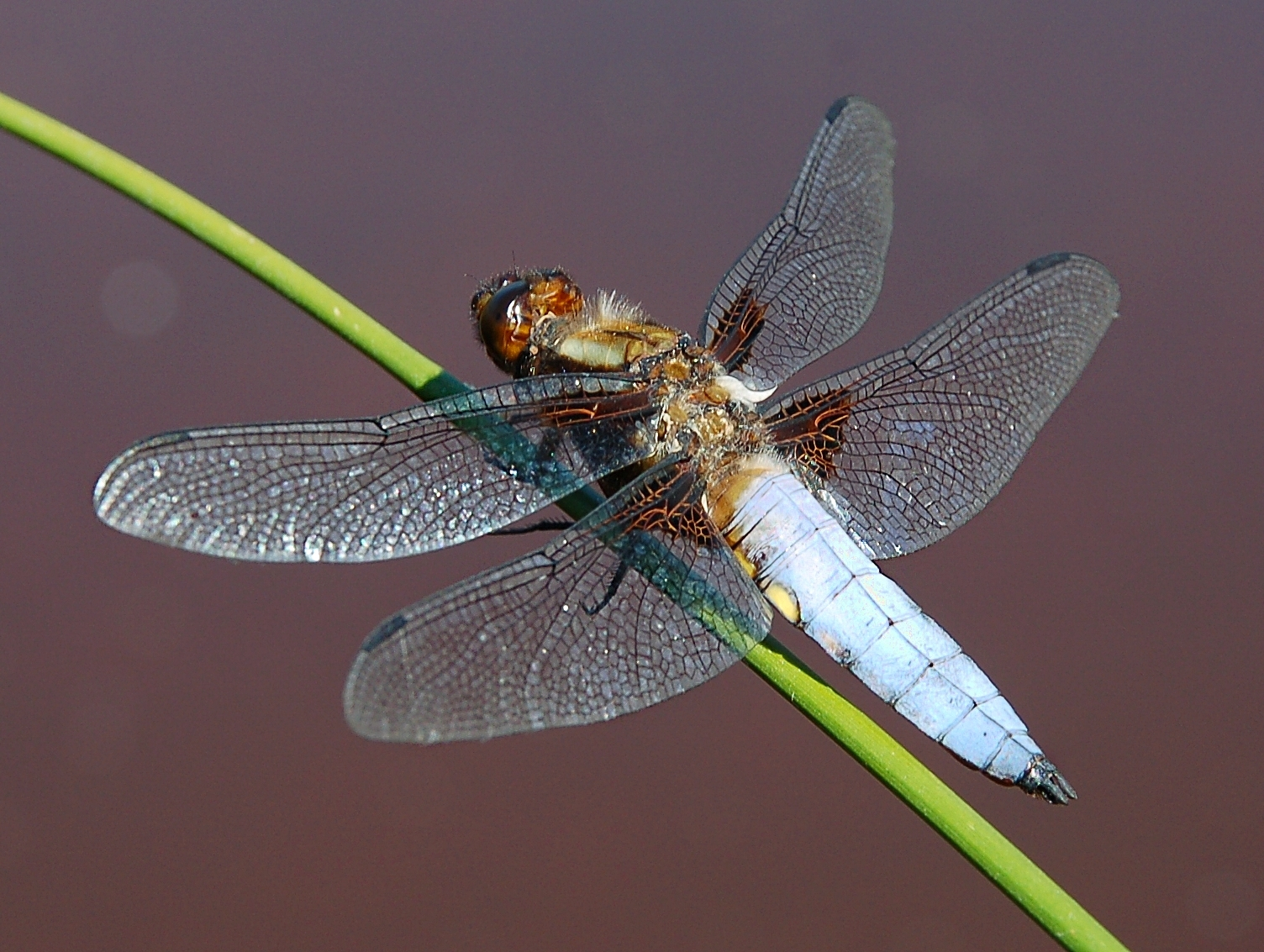
Libellula depressa
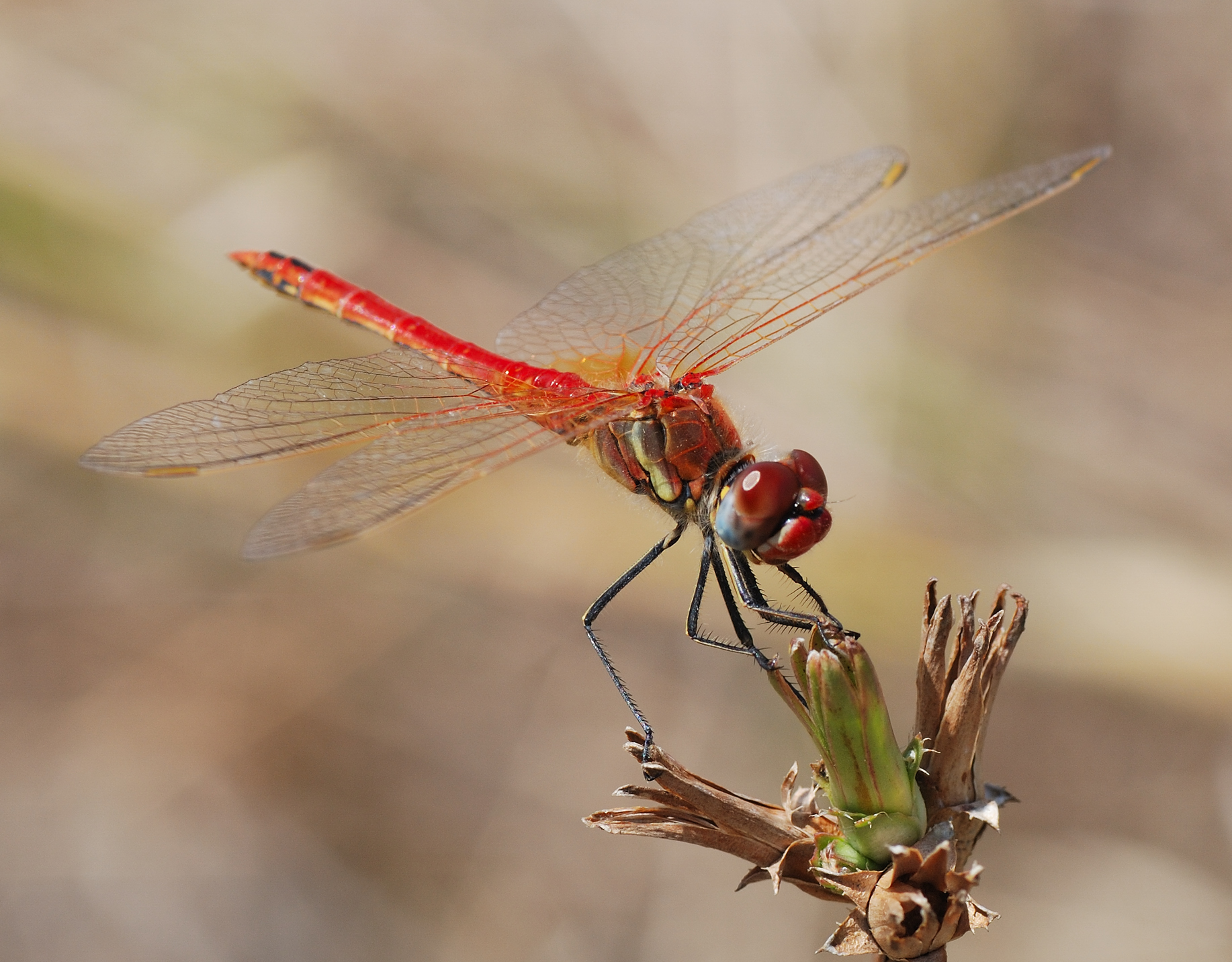
Sympetrum fonscolombii
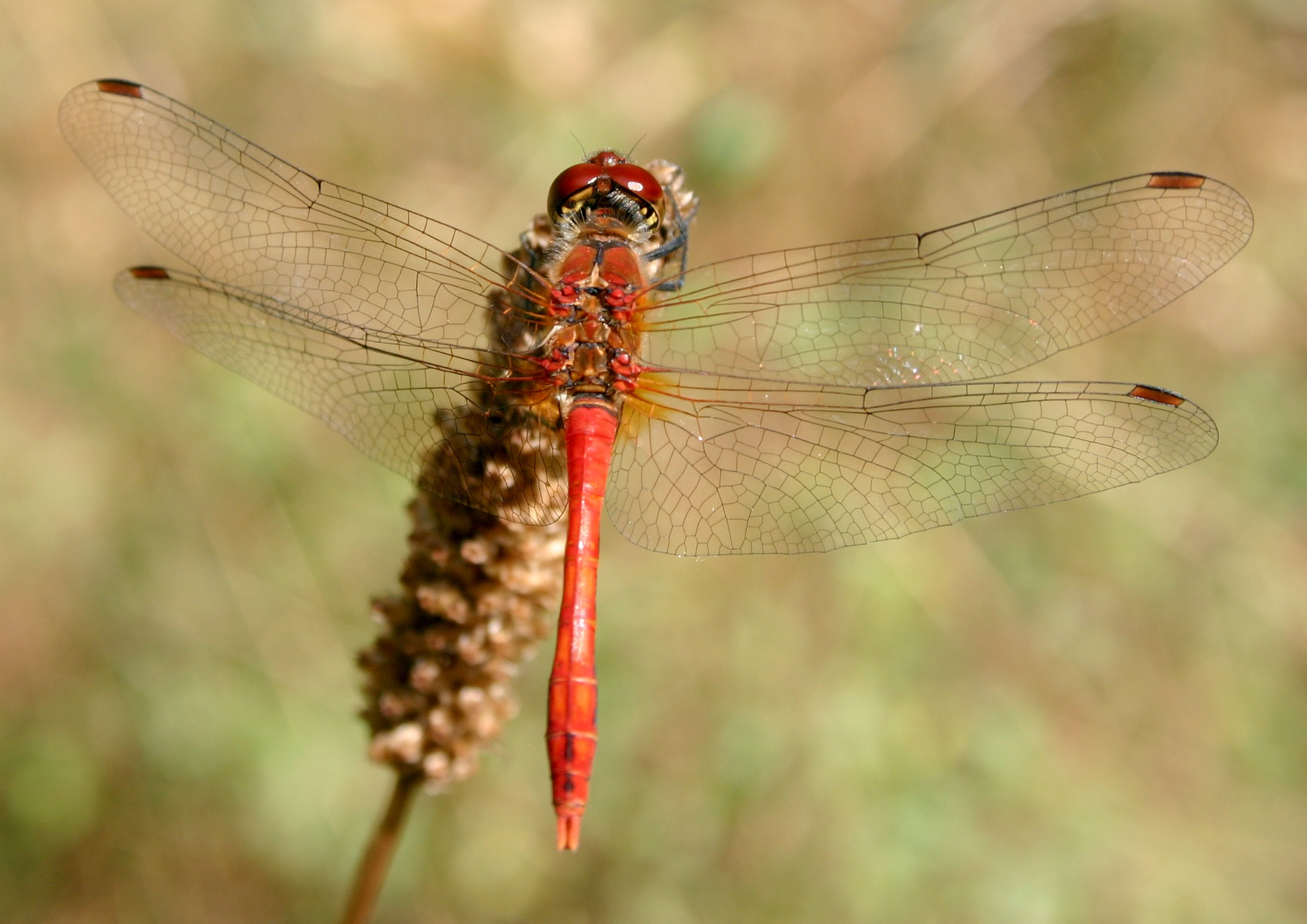
Sympetrum sanguineum
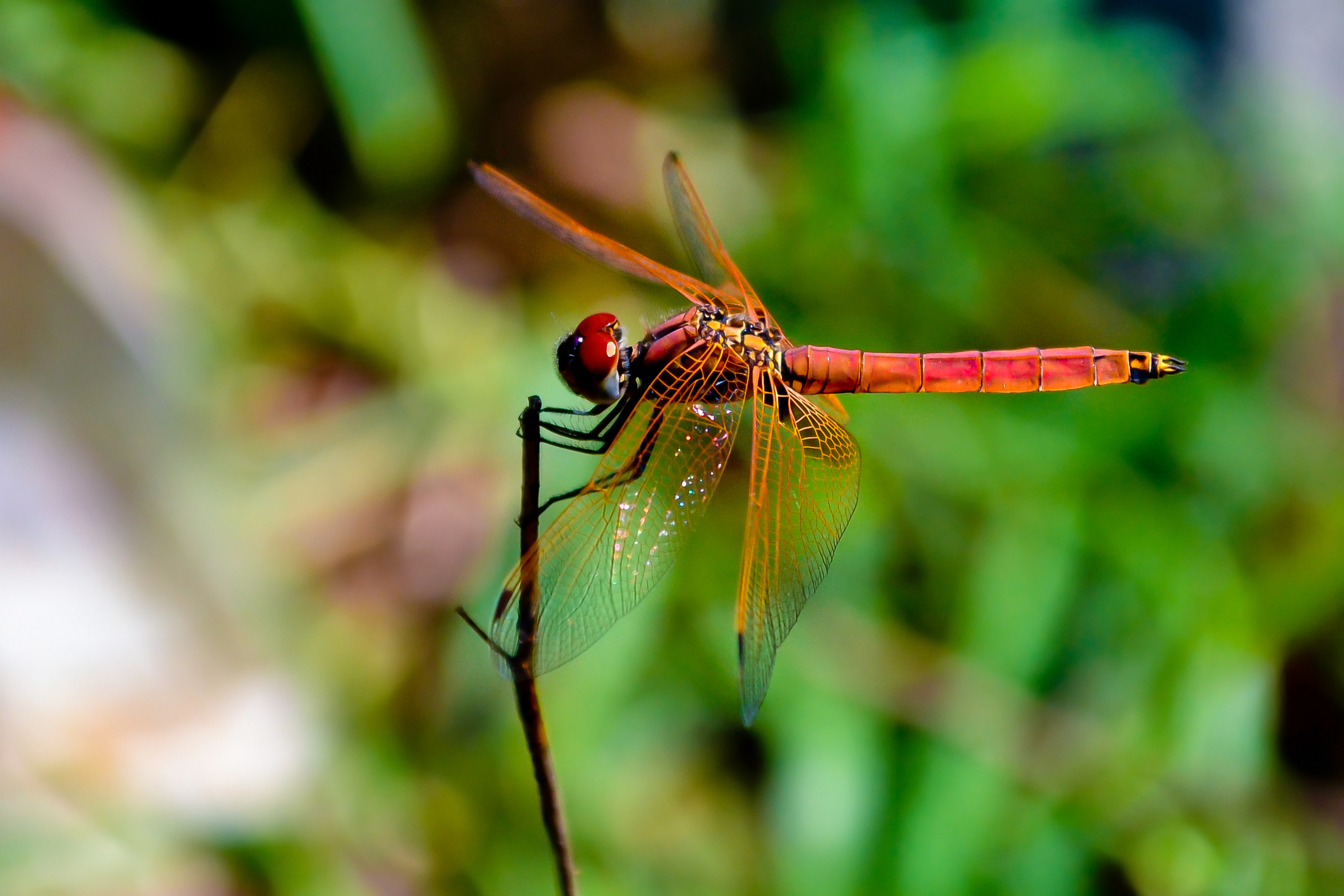
Trithemis aurora
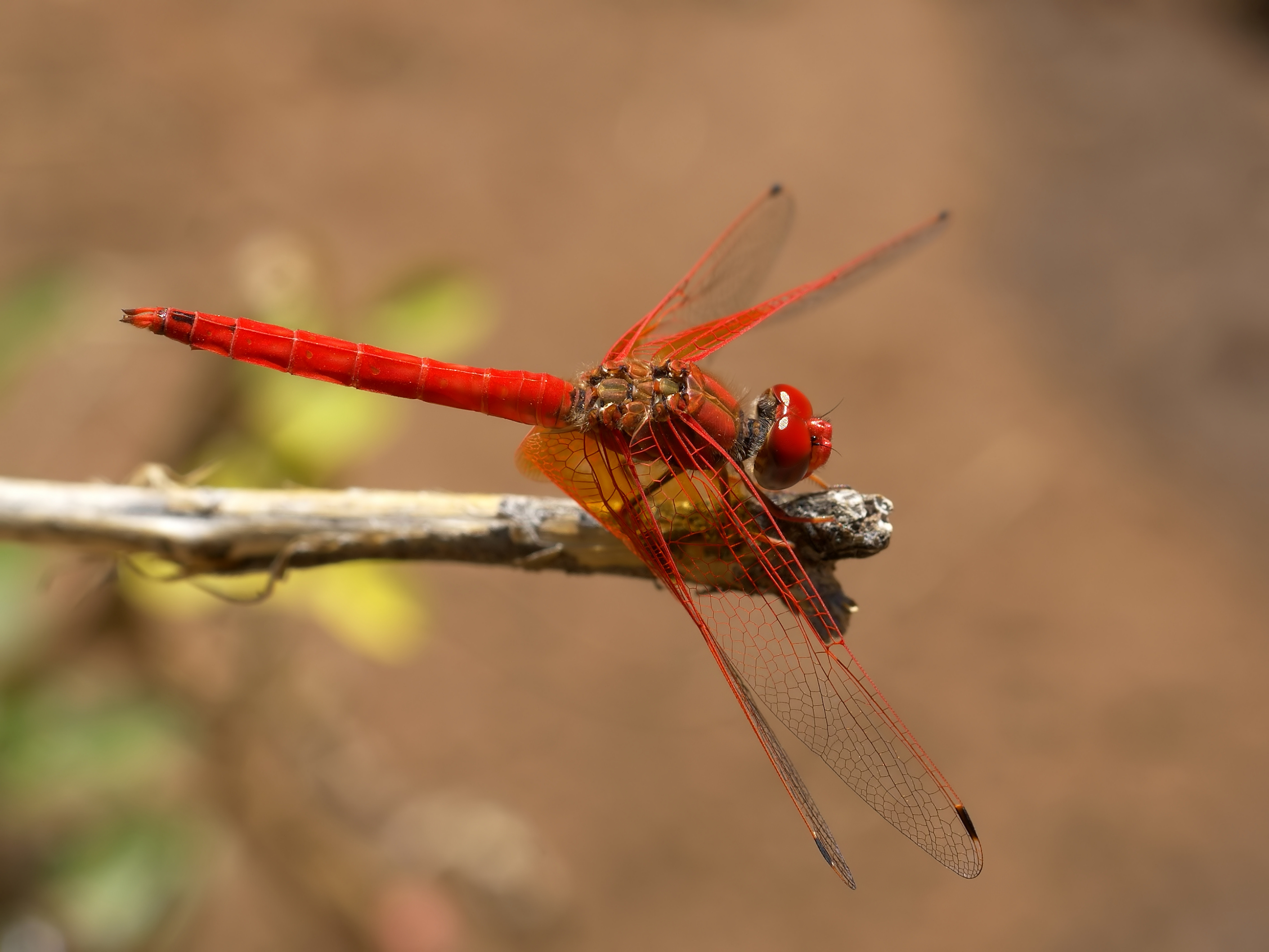
Trithemis kirbyi
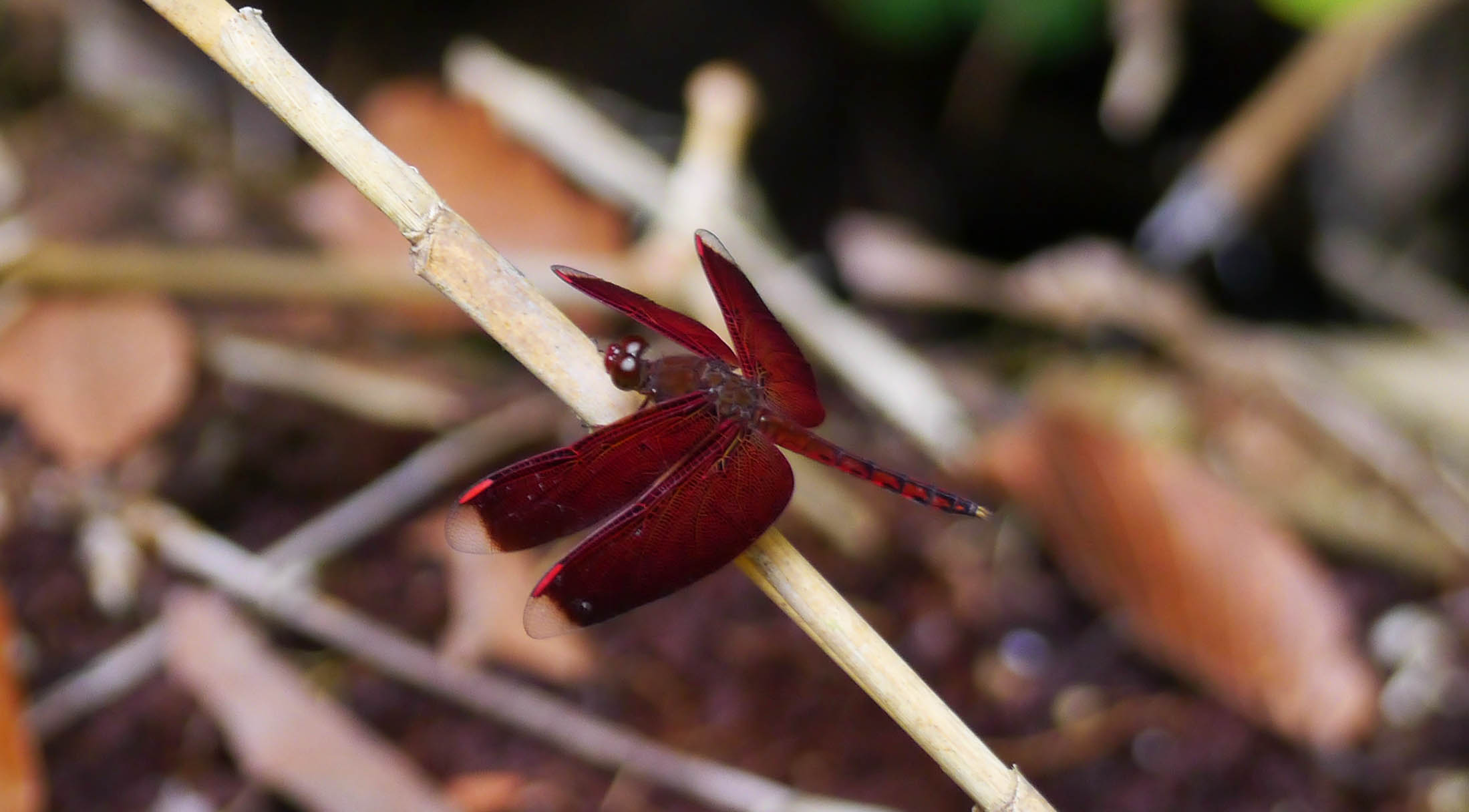
Neurothemis terminata
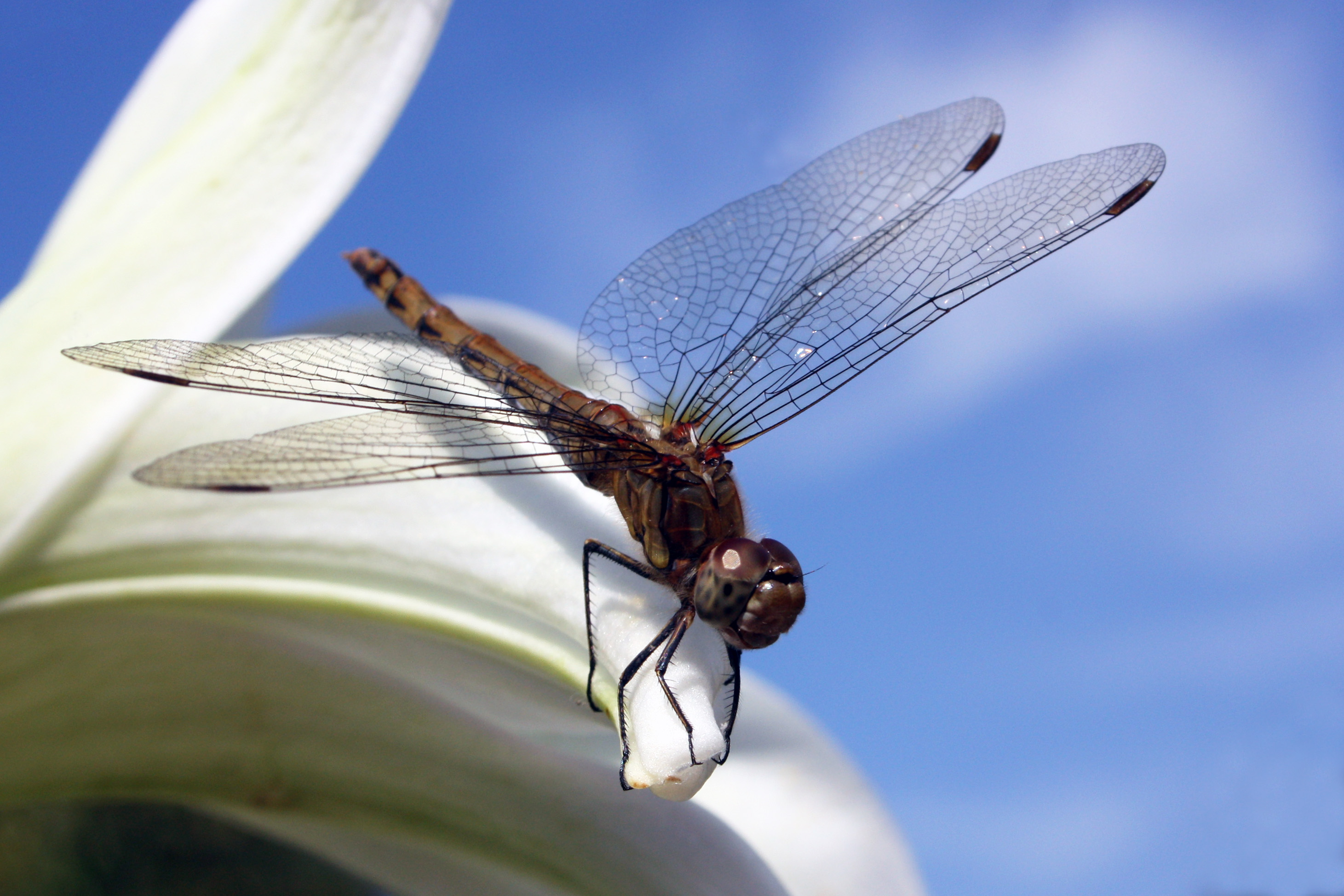
Sympetrum striolatum
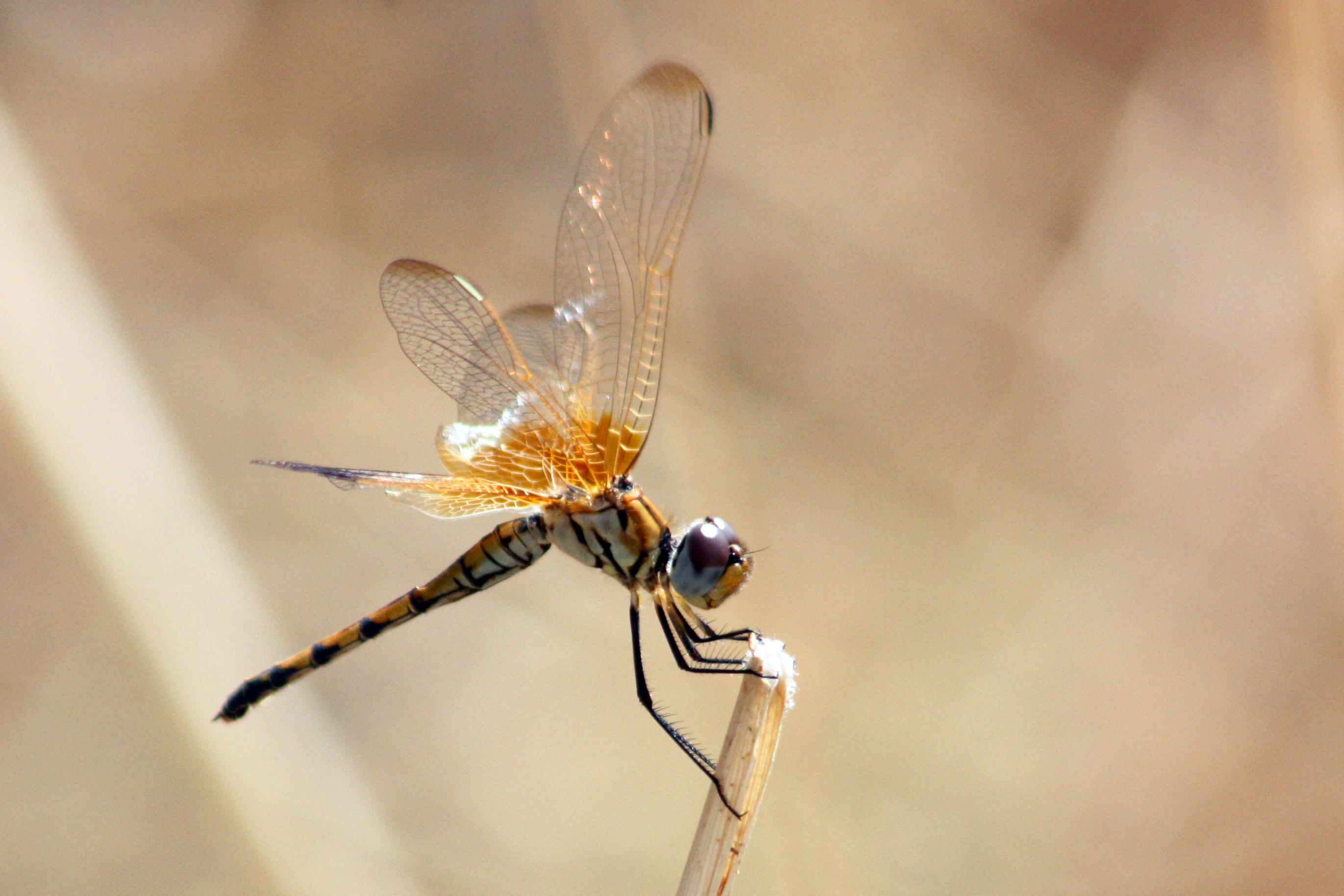
Trithemis monardi
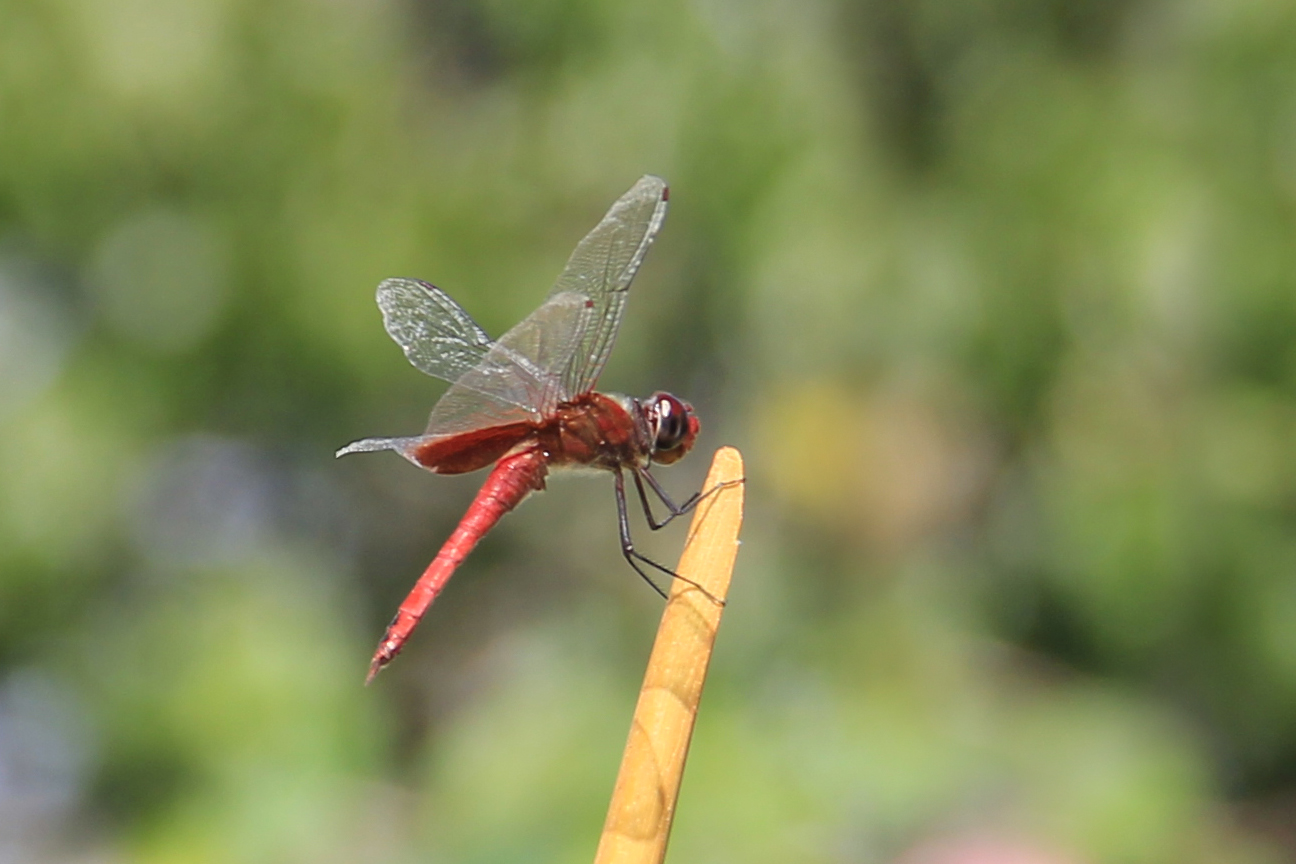
Crocothemis erythraea